# دوغ هندرسون (موسيقي)
دوغ هندرسون (بالإنجليزية: Doug Henderson)‏ هو موسيقي أمريكي، ولد في 1960.

## وصلات خارجية
- دوغ هندرسون على موقع ميوزك برينز (الإنجليزية)
- دوغ هندرسون على موقع أول ميوزيك (الإنجليزية)
- دوغ هندرسون على موقع ديسكوغز (الإنجليزية)